# ديف كروغر
ديف كروغر (بالإنجليزية: Dave Kruger)‏ هو لاعب كرة قدم أمريكية أمريكي، ولد في 17 مايو 1990 في أوريم في الولايات المتحدة.

## وصلات خارجية
- ديف كروغر على موقع كلية كرة القدم في سبورتس رفرنس.كوم (الإنجليزية)